# Dwór w Izdebkach
Dwór w Izdebkach – zabytkowy dwór otoczony parkiem, wybudowany w drugiej połowie XIX w., znajdujący się w miejscowości Izdebki w powiecie brzozowskim.

## Opis
Budowniczym dworu na miejscu starszego, był w drugiej połowie XIX w. prawdopodobnie ówczesny dziedzic Izdebek Bonawentura Bukowski. Niektóre źródła wymieniają, że zrobiła to jego córka Henryka Zakliczyna na początku XX w. Dwór odwołujący się do tradycji włoskiej willi renesansowej zaprojektował Tadeusz Stryjeński. To budynek podpiwniczony, piętrowy, wybudowany z cegły, stromy dach przykryty dachówką karpiówką. Główne wejście do budynku zaakcentowano portykiem wgłębnym z parą kolumn, nad którym zaprojektowano taras wygrodzony balustradą z tralek. We wnętrzu układ trzytraktowy z sienią na osi, z której kręte schody prowadzą na piętro.
Po II wojnie światowej dwór przeszedł na własność Skarbu Państwa. Mieścił się w nim posterunek Milicji Obywatelskiej, później ZOZ Brzozów. Po przeprowadzeniu prac remontowych, w 2003 stał się siedzibą Środowiskowego Domu Samopomocy.
Dwór otoczony jest parkiem krajobrazowym, w którym zachowany jest licznie starodrzew. W obrębie parku znajduje się spichlerz dworski (w ruinie) wybudowany na przełomie XVIII i XIX w. Parter murowany z drewnianym piętrem konstrukcji zrębowo-łątkowej. 

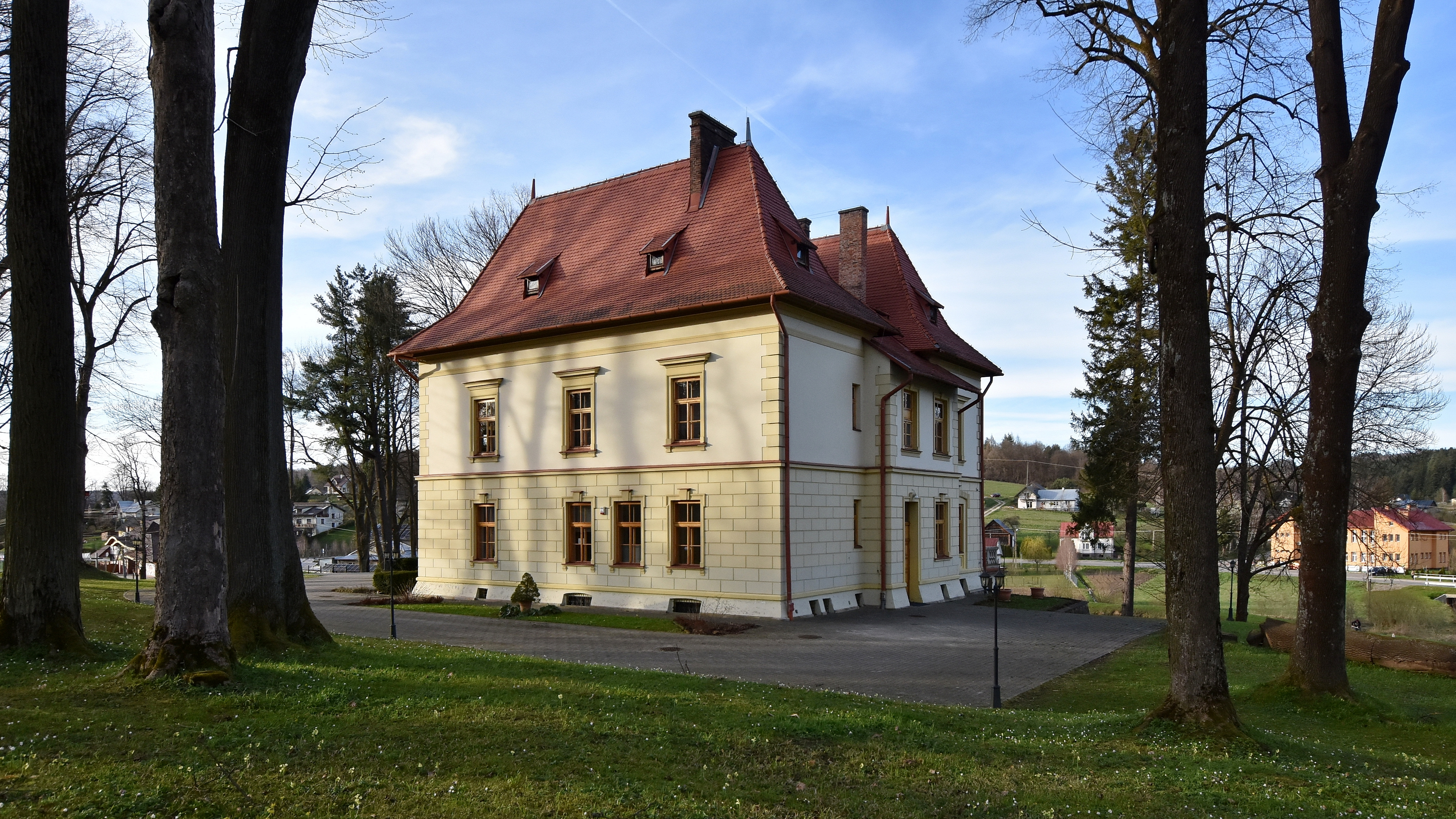
Elewacja boczna
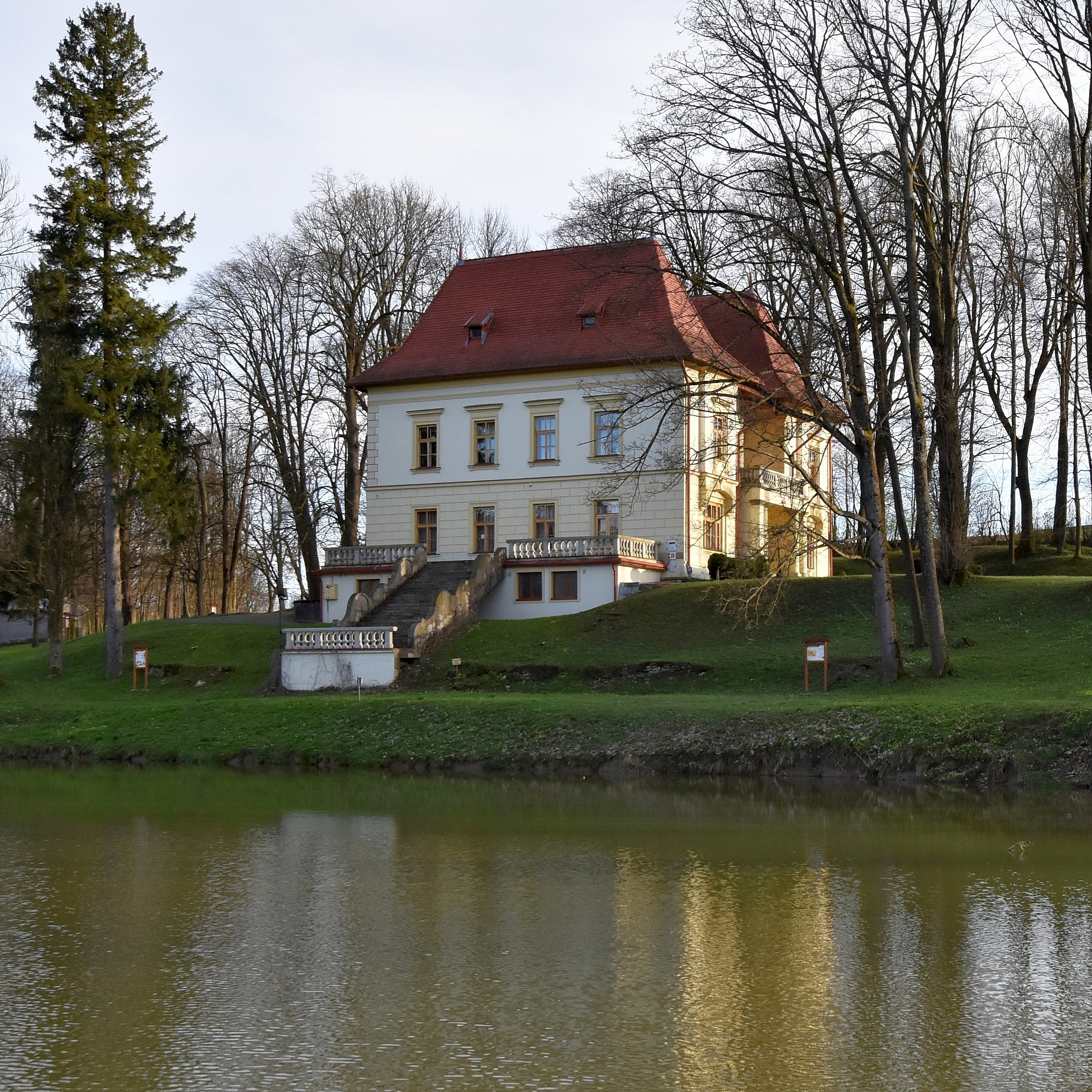
Elewacja boczna
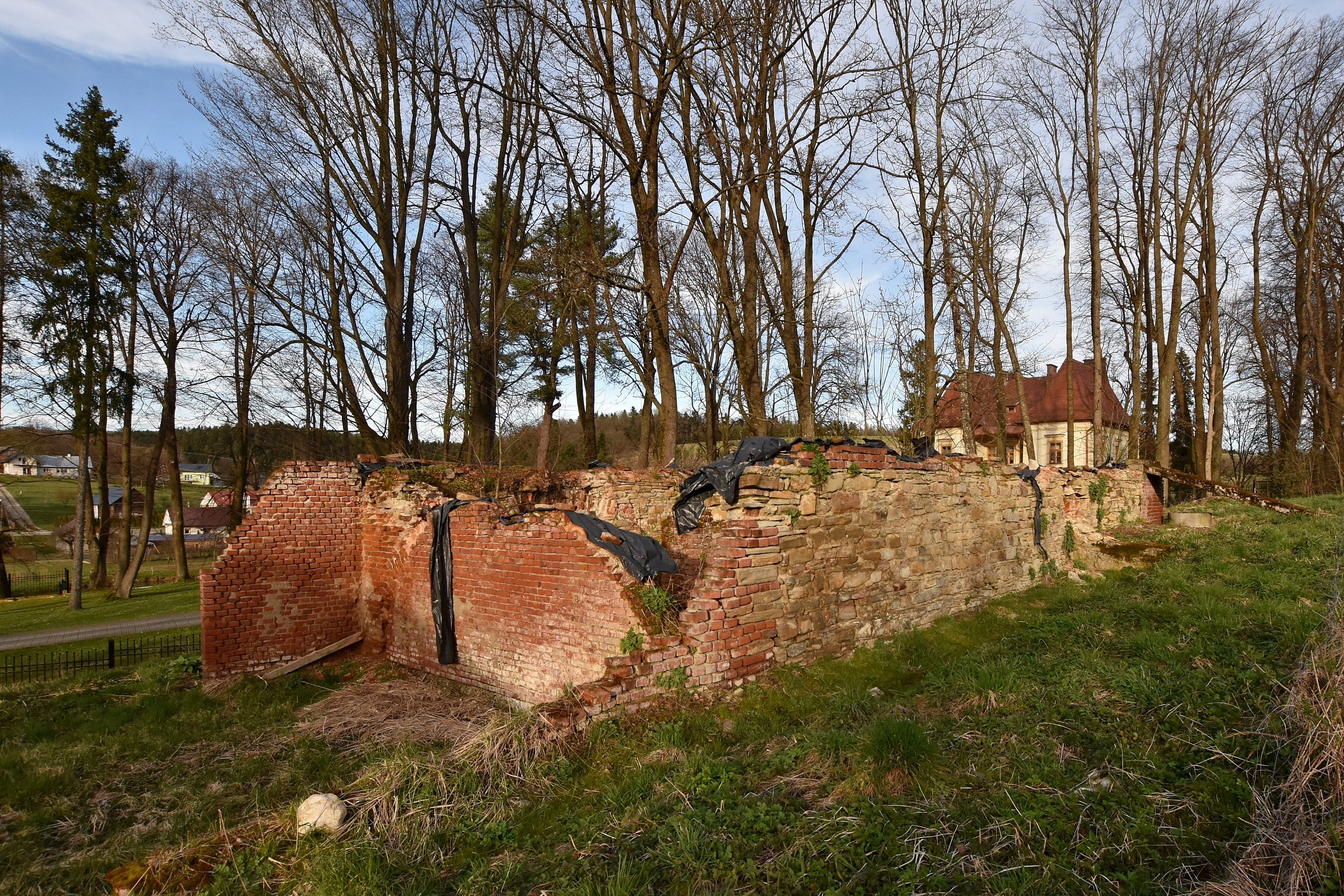
Spichlerz w ruinie